# Доника Гервала-Шварц
Доника Гервала-Шварц (на албански: Donika Gërvalla-Schwarz) е косовска политичка от албански произход, председателка на партия „Осмелявам се“. През 2021 г. като член на партия „Осмелявам се“ става част от управлението на спечелилата изборите партия „Самоопределение“. Назначена е за втори заместник министър-председател и министър на външните работи на Косово във второто правителство на Албин Курти.

## Биография
Родена е на 16 октомври 1971 г. в град Скопие, Социалистическа република Македония, СФРЮ. Тя е дъщеря на убития албански активист Юсуф Гервала (1943 – 1982), застъпник на албанския национализъм и марксизма-ленинизма. Израства в Прищина, но през 1980 г. бяга със семейството си в Западна Германия заради политическото преследване, пред което е изправен баща ѝ, от страна на югославската тайна полиция. През 1982 г. той е убит в Унтергрупенбах (провинция Баден-Вюртемберг, Западна Германия). Малко след това семейството ѝ се премества в Тирана, Албания. Докато е в Тирана, тя взима участие в ръководени от студенти протести срещу комунистическия режим в Албания. Учи музика там, а през 1992 г. се връща в Германия, където завършва образованието си. По-късно получава диплома по право в Хамбургския университет.

## Политическа дейност
През 1991 г. Доника става почетен член на Демократическата лига на Косово. По-късно тя става заместник-председател на партията (1993 – 1997), след което става председател на структурите на партията за Германия (1997 – 1999). Като председател на партията в Германия тя често се появява в германските медии и политика като представителка от Косово по време на Косовската война.
През 2015 г. отново започва да се занимава с политика и отново е избрана за председател на структурите на партията за Германия, работи в тясно сътрудничество с косовската политичка Вьоса Османи, като двете правят опити за провеждането на реформи в партията. През 2018 г. тя подава оставка от всички свои ръководни позиции в партията и по-късно се отказва от членството си през 2020 г. През 2021 г. се присъединява към новосформираната политическа листа „Осмелявам се“ и участва като кандидат за депутат на парламентарните избори в Косово през 2021 г., като е избрана, но подава оставка, след като е издигната от правителството на Албин Курти за втори заместник министър-председател и министър на външните работи на Косово. След встъпването в длъжност на Вьоса Османи като президент на Косово през април 2021 г. тя става ръководителка на партия „Осмелявам се“, тъй като конституцията на Косово забранява на президента да действа като представител на политическа партия.
Тя критикува политизацията в Министерството на външните работи на Косово за това, че дипломатите се назначават с връзки, а не се взема под внимание тяхната компетентност, което пречи на косовските дипломати да се възприемат насериозно от другите държави. Тя заявява, че един от нейните приоритети е деполитизирането на министерството, но и че тези проблеми не могат да бъдат решени за един ден.

## Личен живот
Омъжва се за германския политик Щефан Шварц, те имат пет деца. Той е бивш депутат в Бундестага (1990 – 1994), представляващ Християндемократическия съюз.